# Герб Тувалу
Основу герба Тувалу составляет щит с жёлтым обрамлением, который украшен изображениями из восьми раковин митр и восьми листьев банана. В центральной части находится изображение хижины (манеапы)  под голубым небом на земле, покрытой зеленью. Под основанием дома — стилизованные голубые и золотые океанические волны. Манеапа расположена на атолле Фунафути и символизирует выход государства из колониальной зависимости.
Под гербовым щитом расположен национальный девиз Тувалу, который одновременно является названием национального гимна страны: «Tuvalu mo te Atua» (в переводе с языка тувалу «Тувалу — за Всемогущего Бога»).
Герб Тувалу был изображён на национальном флаге страны в 1995—1996 годах.